# Місцева анестезія
Місцева анестезія (місцеве знеболювання) — вид анестезії, який викликає місцеву втрату чутливості — анестезію. Під їхнім впливом на місці застосування тимчасово втрачається больова, температурна та тактильна чутливість. Механізм дії ще не до кінця з'ясований. Вважається, що вони діють на мембрану нервових волокон, блокуючи натрієві канали і, таким чином, блокують проведення імпульсів.

## Історія
Першим анестезійним засобом, який застововували в медичній практиці, був кокаїн. Препарат має високу знеболювальну активність, але застосування його заборонено через високу токсичність та здатність зумовлювати медикаментозну залежність.

## Методи
1. Аплікаційна (поверхнева, термінальна)
При цьому методі здійснюється блокада рецепторів нервових закінчень. Досягається обробкою поверхонь тканин або слизових концентрованими розчинами місцевих анестетиків шляхом змазування або зрошення відповідної ділянки. Широко поширена в офтальмології та оториноларингології, а також при проведенні ендоскопічних досліджень.
2. Інфільтраційна
При цьому методі здійснюється блокада як рецепторів, так і дрібних нервів. Тканини пошарово інфільтруються (просочуються) розчином місцевого анестетика за допомогою шприца і голки.
Не рекомендована в області гнійної хірургії (порушення правил асептики[джерело?]), онкології (порушення правил абластики)
Варіантом інфільтраційної анестезії — є анестезія місця перелома за рахунок блокади міжвідломкової гематоми шляхом введення в неї розчину місцевого анестетика.
3. Провідникова (регіонарна)
При цьому методі здійснюється блокада нервових стовбурів і сплетень вище місця операції шляхом введення розчину місцевого анестетика в навколишні тканини (периневрально) з подальшим його поширенням уздовж нервових структур. На відміну від інфільтраційної, час настання регіонарної анестезії відстрочено на деякий час (в залежності від виду анестетика).
4.Спинномозкова
0,7-0,8 мл розчину анестетика вводять у простір над твердою оболонкою спинного мозку. Використовують 5 % розчин новокаїні або лідокаїну.

## Місцеві анестетики (препарати для місцевої анестезії)
Хімічна класифікація препаратів: ефірного і амідного ряду.
- Складні Ефіри:
  - Прокаїн (новокаїн)
  - Бензокаїн
  - Дикаїн (Тетракаїн)
  - Анестезин
- Аміди:
  - Артикаїн (Ультракаїн; у комбінації з адреналіном використовується в стоматології).
  - Бупівакаїн (мепівокаїн, етідокаїн, прилокаїн)
  - Лідокаїн
  - Ропівакаїн (наропін)
  - Совкаїн (оптокаїн, перкаїн, цинкаїн)(токсичний)
  - Тримекаїн

## Фармакобезпека
- Необхідно зібрати алергологічний анамнез; якщо він не з'ясований, слід провести пробу на чутливість;
- Лідокаїн може спричинити артеріальну гіпотензію, брадикардію, у разі передозування можливі психомоторне збудження, судоми;
- Лідокаїн у 10 % розчині не можна вводити в тканини, оскільки розвивається миттєва анафілаксія;
- Новокаїн не сумісний із сульфаніламідними препаратами;
- Новокаїн при застосуванні розчину, якщо концентрація більше 5 %, є висока ймовірність розвитку некрозу в місці введення;
- Місцевоанестезуючі засоби не сумісні з М-холіномітетиками[джерело?], антихолінестеразними препаратами, серцевими глікозидами, судинорозширювальними засобами[джерело?] та бета-адреноблокаторами;
- Бупівакаїн не сумісний з окситоцином через ризик виникнення інсульту;
- У разі запальних процесів у тканинах активність місцевих анестетиків зменшується.

## Місцевоанестезійні засоби повинні мати такі властивості
- Високу вибіркову дію;
- Короткий латентний період;
- високу ефективність при різних видах місцевої анестезії;
- певну тривалість дії;
- бажано, щоб вони звужували судини (така дія зменшує всмоктування анестетика та його токсичні ефекти).

## Покази
- Невеликі за обсягом і тривалістю оперативні втручання в амбулаторних і стаціонарних умовах;
- У осіб, з протипоказаннями до загальної анестезії;
- При маніпуляціях, які виконуються у відсутності лікаря-анестезіолога фахівцями інших хірургічних спеціальностей;
- Військово-польові умови.

## Протипокази
Абсолютні:
- Непереносимість (алергія до) місцевих анестетиків;
- Ранній дитячий вік;
- Порушення функції дихання (можлива потреба штучної вентиляції легень);
- Операції, що вимагають введення міорелаксантів для повного розслаблення м'язів тіла і кінцівок;
- Відмова пацієнта
- Локальна інфекція в ділянці проведення анестезії
- Коагулопатії та стани схожі до коагулопатії

Відносні:
- Психомоторне збудження;
- Психічні захворювання;
- Сепсис

## Невідкладна допомога
При токсичній реакції на місцевий анестетик, крім загальновідомих методів невідкладної допомоги (опираючись на симптоматику: порушення свідомості, дихання чи серцебиття), рекомендовано також внутрішньовенне струминне введення ліпідних емульсій (Інтраліпід, Ліпофундин).
Також до антидотів місцевих анестетиків відносять барбітурати (не у фазі пригнічення: фенобарбітал, тіопентал, гексанал) та транквілізатори (седуксен, реланіум, рідше діазепам), у важких випадках міорелаксанти (дитилін).